# 'O figlio d' 'o marsigliese - Vol. 2
'O figlio d' 'o marsigliese è il secondo album in studio del cantante napoletano Patrizio.

## Tracce
1. 'O figlio d' 'o marsigliese
2. O no?
3. Ma che fatto?
4. 'O scugnezziello 'e Portacapuana
5. 'E figlie carnale
6. 'O cavalluccio 'e trotto
7. 'O figlio d' 'o jucatore
8. Ma chi si!
9. 'O culleggio
10. Nun te voglio cchiu' vede
11. 'O 'nnammuratiello
12. Voglio 'a verità